# 高祖山

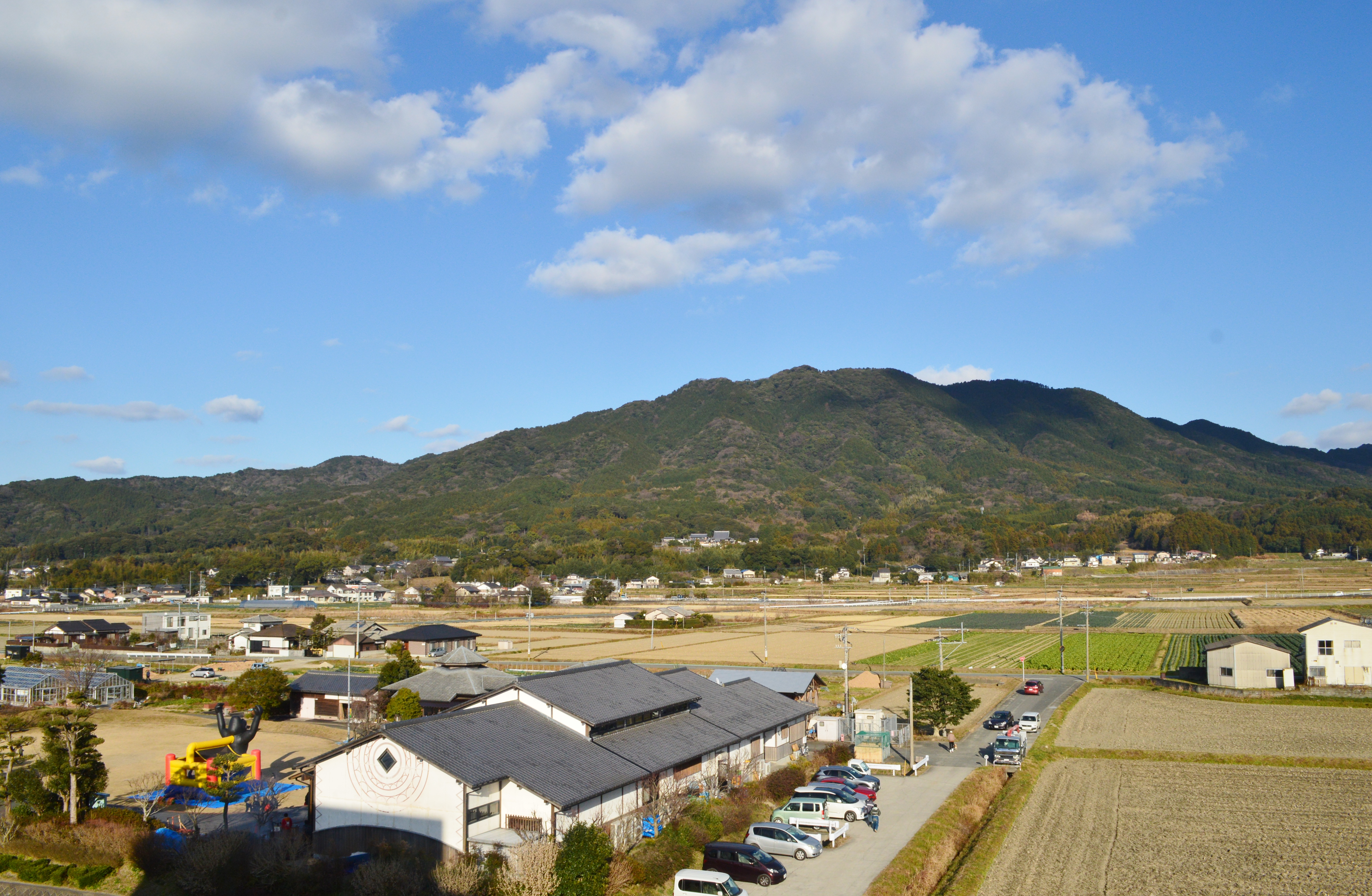
高祖山

高祖山是位于日本福冈县福岡市与絲島市交界处的一座山峰，海拔416米。由于山形酷似一头卧牛，当地人称其为卧牛山。高祖山也是當地人登山來的地方。